# Франквиль-Сен-Пьер
Франквиль-Сен-Пьер (фр. Franqueville-Saint-Pierre) — город на севере Франции, регион Нормандия, департамент Приморская Сена, округ Руан, кантон Ле-Мениль-Энар. Расположен в 10 км к юго-востоку от Руана, в 1 км от аэропорта Руана Вале де Сен. Один из многочисленных городов-спутников Руана, входит в состав Метрополии Руан Нормандия.
Население (2018) — 6 111 человек.

## Достопримечательности
- Церковь Нотр-Дам XI века
- Церковь Святого Петра XVII века
- Кирпичное шато XVII века
- Современное здание мэрии, открытое в 2006 году

## Экономика
Структура занятости населения:
- сельское хозяйство — 0,0 %
- промышленность — 30,5 %
- строительство — 10,8 %
- торговля, транспорт и сфера услуг — 38,6 %
- государственные и муниципальные службы — 20,1 %

Уровень безработицы (2017) — 7,9 % (Франция в целом —  13,4 %, департамент Приморская Сена — 15,3 %). 

Среднегодовой доход на 1 человека, евро (2018) — 27 390 (Франция в целом — 21 730, департамент Приморская Сена — 21 140).

## Демография
Динамика численности населения, чел.

## Администрация
Пост мэра Франквиль-Сен-Пьера с 2020 года занимает Брюно Жильбер (Bruno Guilbert). На муниципальных выборах 2020 года возглавляемый им правый список победил в 1-м туре, получив 53,40 % голосов.
| Период | Период | Фамилия       | Партия                                                   | Примечания                                       |
| ------ | ------ | ------------- | -------------------------------------------------------- | ------------------------------------------------ |
| 1971   | 1981   | Луи Лемонье   |                                                          |                                                  |
| 1981   | 1983   | Рене Руслен   |                                                          |                                                  |
| 1983   | 1995   | Анри Люка     |                                                          |                                                  |
| 1995   | 2008   | Филипп Леруа  | Союз за французскую демократию Союз за народное движение | пенсионер, член Генерального совета департамента |
| 2008   | 2014   | Жан-Ив Юссон  | Разные правые                                            |                                                  |
| 2014   | 2020   | Филипп Леруа  | Союз за народное движение Республиканцы                  | пенсионер, член Генерального совета департамента |
| 2020   |        | Брюно Жильбер | Разные правые                                            |                                                  |